# Барасе
Барасе (фр. Baracé) насеље је и општина у западној Француској у региону Лоара, у департману Мен и Лоара која припада префектури Анже.
По подацима из 2011. године у општини је живело 489 становника, а густина насељености је износила 36,33 становника/km². Општина се простире на површини од 13,46 km². Налази се на средњој надморској висини од 50 метара (максималној 62 m, а минималној 17 m).

## Демографија
| 1962. | 1968. | 1975. | 1982. | 1990. | 1999. | 2011. |
| ----- | ----- | ----- | ----- | ----- | ----- | ----- |
| 341   | 384   | 304   | 312   | 301   | 317   | 489   |

График промене броја становника у току последњих година